# François Asselineau
François Asselineau   (París, 14 de setembre de 1957), és un funcionari i polític francès.
Asslineau va ser actiu a Rassemblement pour la France (RPF) i Unió per a un Moviment Popular (UMP) abans de fundar el seu propi partit Union populaire républicaine (UPR) el 2007. El partit està a favor que França es retiri de la UE, la zona euro i l'OTAN. Asslineau es va presentar a les eleccions presidencials del 2012 i a les presidencials del 2017, on va aconseguir el 0,92 per cent a la primera volta.
François Asselineau és educat a HEC Paris i ENA.